# سارة يونغ
سارة يونغ (بالإنجليزية: Sarah Young)‏ هي لاعب هوكي الحقل أسترالية، ولدت في 19 أكتوبر 1981 في كانبرا في أستراليا.

## وصلات خارجية
- سارة يونغ على موقع أوليمبيديا (الإنجليزية)
- سارة يونغ على موقع اللجنة الأولمبية الأسترالية (الإنجليزية)